# لایونز (نیوجرسی)
لایونز (به انگلیسی: Lyons) یک منطقهٔ مسکونی در ایالات متحده آمریکا است که در برناردز، نیوجرسی واقع شده‌است. لایونز ۲۲۸ نفر جمعیت دارد و ۹۱٫۱۴ متر بالاتر از سطح دریا واقع شده‌است.